# تلمبه ارتیس
تلمبه ارتیس یا مهدیه روستایی در دهستان باغین بخش مرکزی شهرستان کرمان استان کرمان ایران است.

## جمعیت
بر پایه سرشماری عمومی نفوس و مسکن در سال ۱۳۹۵ جمعیت این مکان ۸۱ نفر (۲۱خانوار) بوده‌است.